# Norops ortonii
Norops ortonii este o specie de șopârle din genul Norops, familia Polychrotidae, descrisă de Cope 1868. Conform Catalogue of Life specia Norops ortonii nu are subspecii cunoscute.